# 1175 Margo
1175 Margo (1930 UD) là một tiểu hành tinh nằm phía ngoài của vành đai chính được phát hiện ngày 17 tháng 10 năm 1930 bởi Karl Wilhelm Reinmuth ở Heidelberg-Königstuhl State Observatory. Nguồn gốc tên gọi Margo không biết.